# Kim Tae-u
Kim Tae-u (kor. 김 태우; ur. 7 marca 1962) – południowokoreański zapaśnik w stylu wolnym. Czterokrotny olimpijczyk. Brązowy medalista z Seulu 1988. Zajął czwarte miejsce w Barcelonie 1992, piąty w Los Angeles 1984 i siedemnasty w Atlancie 1996. Startował w kategoriach 82–100 kg.
Trzykrotny uczestnik mistrzostw świata, czwarty w 1991 i 1993. Złoto na igrzyskach azjatyckich w 1990 i 1994. Mistrz Azji w 1995. Drugi w Pucharze Świata w 1991; trzeci w 1988 i 1989 roku.